# Vinařice (Týnec nad Labem)
Vinařice (německy Winarschitz) jsou část města Týnec nad Labem v okrese Kolín. Nachází se na jihu Týnce nad Labem. Od Týnce nad Labem je oddělena železniční tratí, silnicí a mostem přes řeku Labe. Vinařice leží v katastrálním území Vinařice u Týnce nad Labem o rozloze 1,81 km².

## Historie
První písemná zmínka o vesnici pochází z roku 1338.
V letech 1869–1950 byla samostatnou obcí a od roku 1961 se vesnice stala součástí města Týnec nad Labem. V roce 2021 ve vsi nebyly dostupné žádné služby. Vesnice je dobře dostupná po železnici z vlakové zastávky Týnec nad Labem na prvním a třetím železničním koridoru.

## Fotogalerie

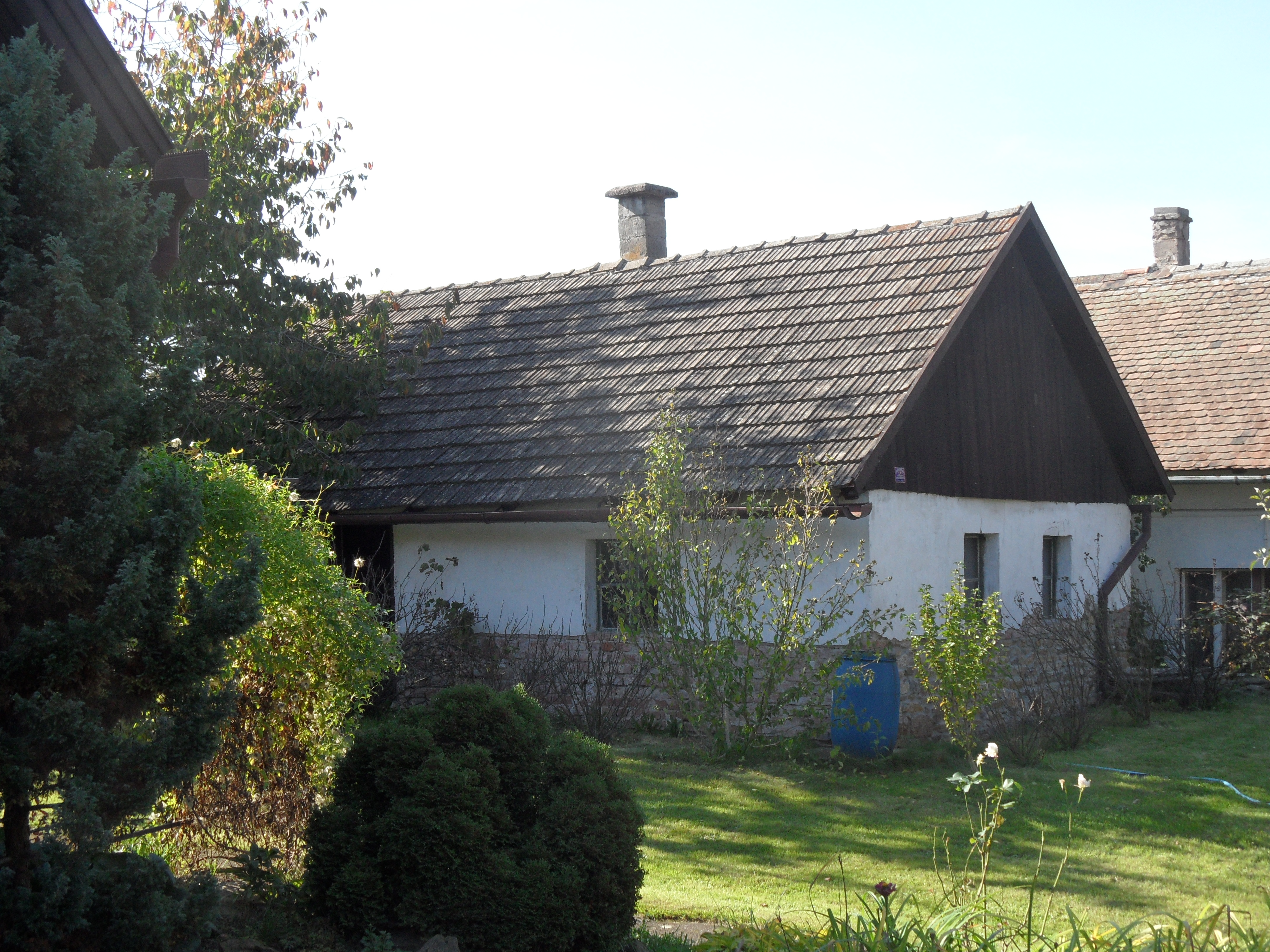
Venkovské stavení
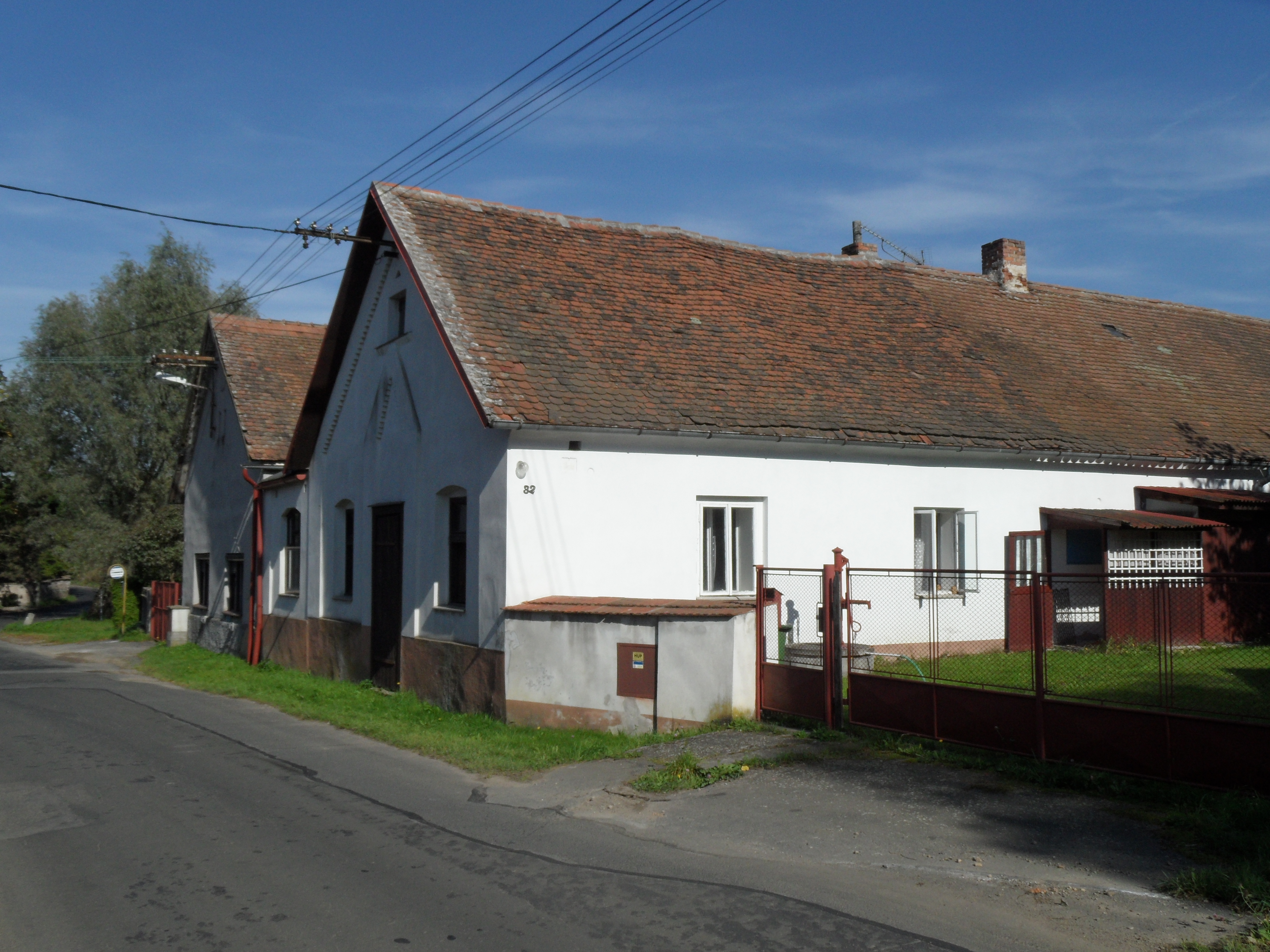
Domy u silnice. Dům v popředí býval do 90 let místní hospodou
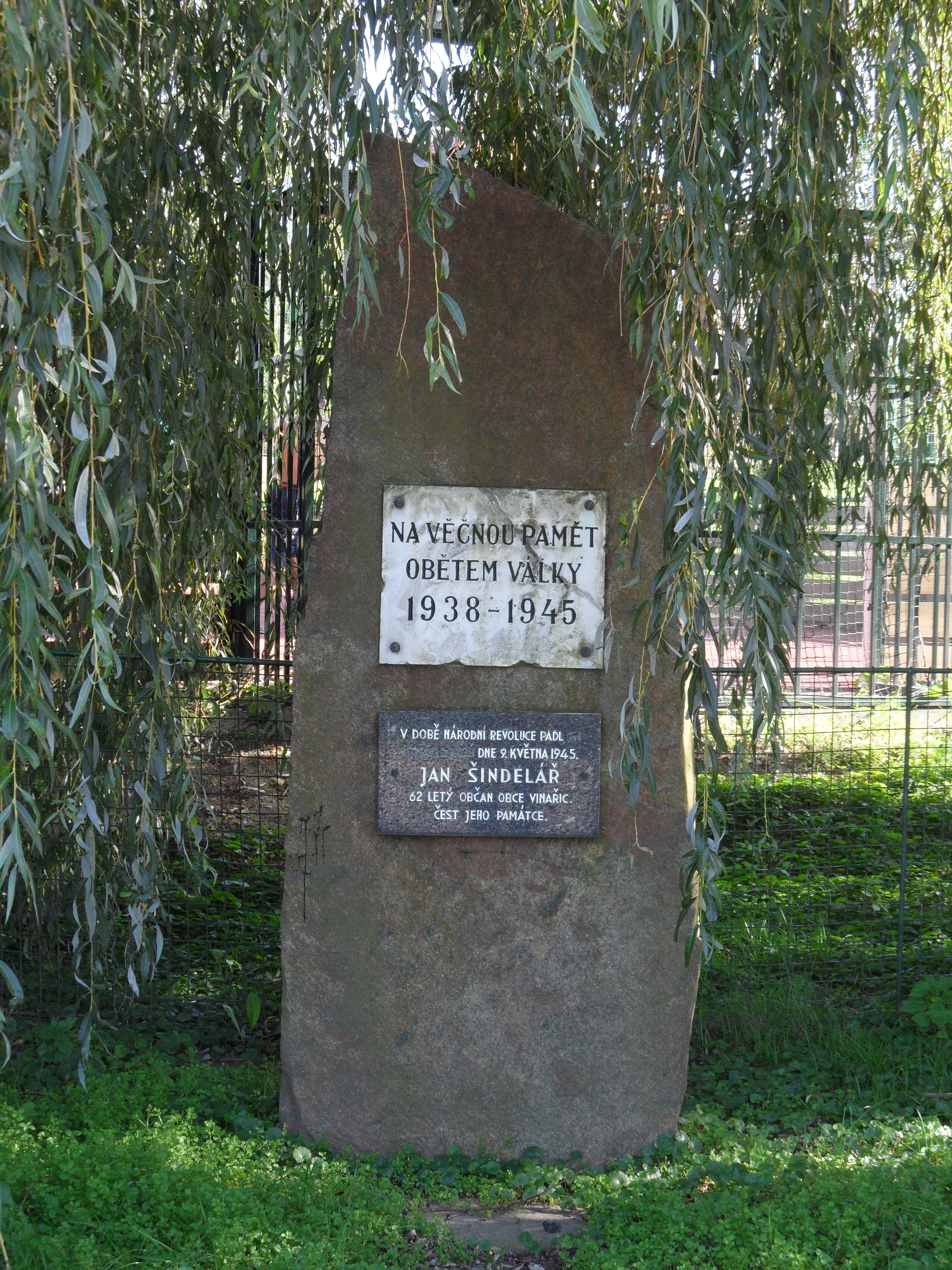
Památník obětem 2. světové války
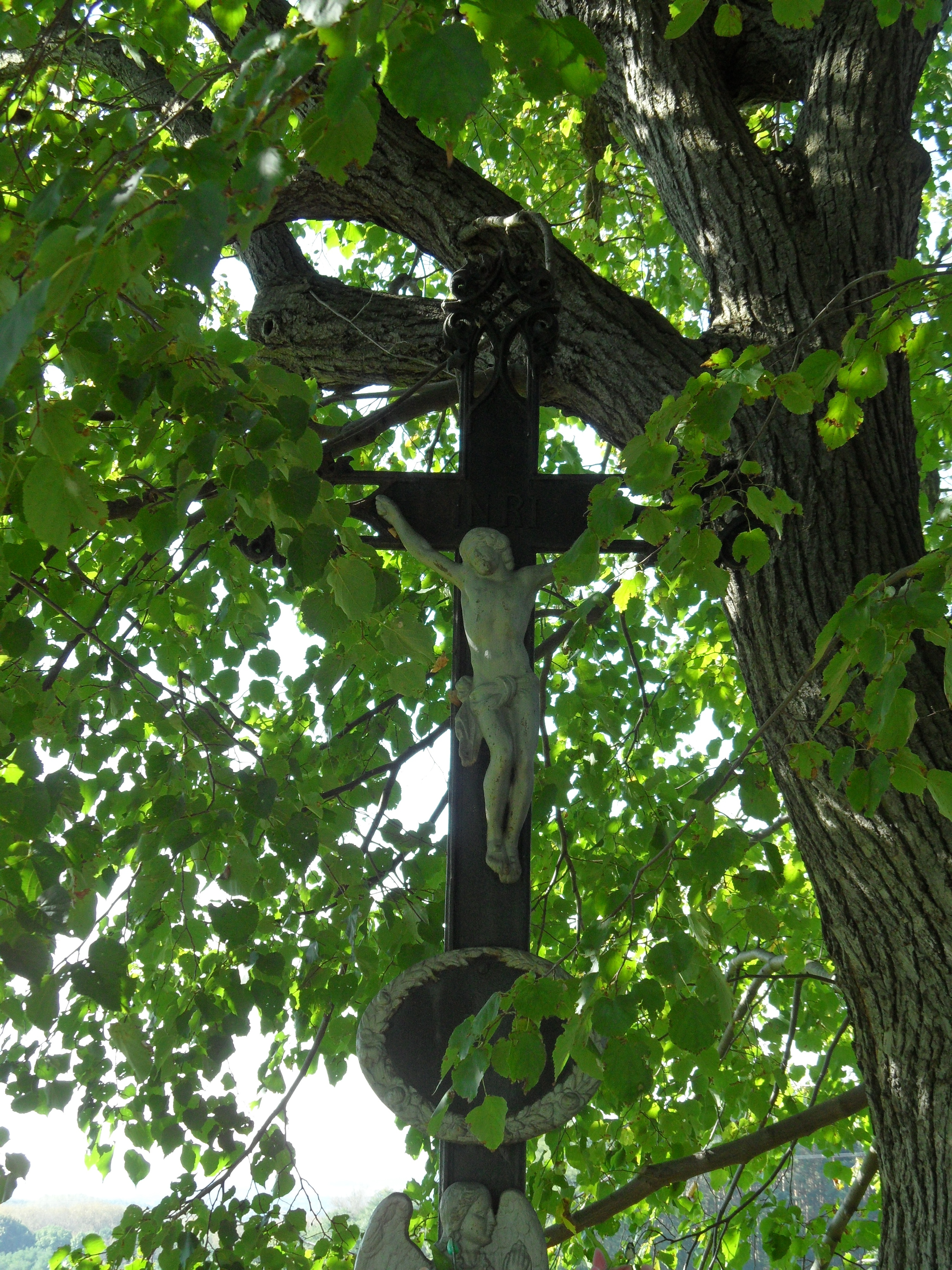
Detail křížku